# Piaszno (województwo pomorskie)
Piaszno (kaszub. Piôszno) – wieś kaszubska w Polsce na Pojezierzu Bytowskim (na skraju północnego obrzeża regionu Kaszub zwanego Gochami) położona w województwie pomorskim, w powiecie bytowskim, w gminie Tuchomie.
Położona nad jeziorem Piaszno. Wieś jest siedzibą sołectwa „Piaszno” w którego skład wchodzi również Piaszno Małe. Miejscowość jest placówką Ochotniczej Straży Pożarnej. W kierunku południowo-wschodnim znajduje się wzniesienie Siemierzycka Góra (256 m n.p.m.), a na południu stare kurhany i kamienne kręgi.
W latach 1975–1998 miejscowość administracyjnie należała do województwa słupskiego.
Wieś stanowi sołectwo gminy Tuchomie.

## Historia
Osada powstała na początku XVII w. Około 1630 roku było tu gospodarstwo folwarczne. W roku 1658 koło wsi znajdowała się papiernia. Po roku 1920, gdy na południe od wioski (niekorzystnie dla miejscowej większości kaszubskiej) wytyczono granicę polsko-niemiecką miejscowość, stała się wioską nadgraniczną po stronie niemieckiej. Okres 20 lat międzywojnia to nasilenie akcji zniemczania miejscowych Kaszubów (trwającego już od czasów pruskich). Obowiązująca do 1936 roku oficjalna nazwa miejscowości Pyaschen została przez nazistowskich propagandystów niemieckich zweryfikowana jako zbyt kaszubska lub nawet polska i w 1937 r. w ramach odkaszubiania i odpolszczania nazewnictwa niemieckiego lebensraumu przemianowana na nowo wymyśloną i bardziej niemiecką – Franzwalde. Po II wojnie światowej pozostało wsią typowo chłopską. Obecnie miejscowość zamieszkiwana jest głównie przez Kaszubów tych miejscowych, jak i napływowych z Gochów. W ostatnich latach Piaszno zmieniło swój charakter z rolniczego na turystyczno-letniskowy.

## Zabytki
W Piasznie znajduje się nieczynny cmentarz ewangelicki.
W okolicy znajdują się kamienne kręgi – kurhany z wysokim nasypem ziemnym – pochodzące z kultury łużyckiej, datowanej na 1700–1800 r. p.n.e. Wśród nich znajduje się zachowany kamienny stół ofiarny, gdzie dokonywano rytualnych mordów zwierząt.